# Lauren Lee Smith
Lauren Lee Smith (Vancouver, 19 juli 1980) is een Canadees actrice en voormalig fotomodel. Ze won in 2009 een Leo Award voor haar bijrol als Mathilda in de dramafilm Helen, in 2014 voor haar hoofdrol als Grace in de filmkomedie Cinemanovels en in 2016 voor haar bijrol als Maggie Lawson in de dramaserie This Life. Smith werd in 2001 al eens genomineerd voor een Gemini Award voor het spelen van Emma DeLauro in de televisieserie Mutant X.

## Carrière
Smith debuteerde in 2000 op het witte doek met een naamloos rolletje in de misdaadthriller Get Carter. Sindsdien speelde ze in meer dan vijftien films, meer dan twintig inclusief televisiefilms. Op televisie was ze ook te zien als wederkerende personages in meer dan 150 afleveringen van verschillende series. Smiths omvangrijkste rollen daarin zijn die als telepathe Emma DeLauro in Mutant X, die als Michelle McCluskey in de sciencefiction-dramaserie The Listener, die als het personage van Gary Dourdan (Warrick Brown) opvolgende Riley Adams in de politieserie CSI: Crime Scene Investigation en die als lesbienne Lara Perkins in The L Word.
Smith trouwde in 2009 met cameraman Erik Lee Steingröver.

## Filmografie
*Exclusief 5+ televisiefilms
- The Shape of Water (2017)
- How to Plan an Orgy in a Small Town (2015)
- If I Stay (2014)
- Three Days in Havana (2013)
- Hunting Season (2013)
- Cinemanovels (2013)
- Girl Walks Into a Bar (2011)
- A Night for Dying Tigers (2010)
- Helen (2009)
- An American Carol (2008)
- Pathology (2008)
- Trick 'r Treat (2007)
- Late Fragment (2007)
- Normal (2007)
- One Way (2006)
- The Last Kiss (2006)
- Art School Confidential (2006)
- Lie with Me (2005)
- Get Carter (2000)

## Televisieseries
*Exclusief eenmalige rollen
- Frankie Drake Mysteries Frankie Drake (2017-...)
- This Life - Maggie Lawson (2015-2016, twintig afleveringen)
- Ascension - Samantha Krueger (2014, drie afleveringen)
- The Listener - Michelle McCluskey (2011-2013, 39 afleveringen)
- Ring of Fire - Emily Booth (2012, twee afleveringen - miniserie)
- Good Dog - Claire (2011, dertien afleveringen)
- CSI: Crime Scene Investigation - Riley Adams (2008-2009, 22 afleveringen)
- Intelligence - Tina (2006-2007, tien afleveringen)
- The L Word - Lara Perkins (2004-2006, twintig afleveringen)
- Mutant X - Emma DeLauro (2001-2003, 44 afleveringen)
- Christy, Choices of the Heart, Part II: A New Beginning - Christy Huddleston (2001, twee afleveringen)
- 2gether: The Series - Erin Evans (2000, elf afleveringen)

- Biblioteca Nacional de España: XX5469875
- Gemeinsame Normdatei: 137676565
- International Standard Name Identifier: 0000 0000 4388 4855
- Library of Congress Control Number: no2006067452
- Nationale Bibliotheek van Tsjechië: xx0190814
- Virtual International Authority File: 44054726
- WorldCat: E39PBJmtyJqDY9QpHfrQbgQTHC